# Ruta de Illinois 34
La Ruta de Illinois 34, y abreviada IL 34 (en inglés: Illinois Route 34) es una carretera estatal estadounidense ubicada en el estado de Illinois. La carretera inicia en el sur desde la CR 1     en Rosiclare hacia el norte en la IL 14  , IL 37   en Benton. La carretera tiene una longitud de 99,4 km (61.74 mi).

## Mantenimiento
Al igual que las autopistas interestatales, y las rutas federales y el resto de carreteras estatales, la Ruta de Illinois 34 es administrada y mantenida por el Departamento de Transporte de Illinois por sus siglas en inglés IDOT.